# Муз-Рівер (Мен)
Муз-Рівер (англ. Moose River) — місто (англ. town) в США, в окрузі Сомерсет штату Мен. Населення — 188 осіб (2020).

## Демографія
Згідно з переписом 2010 року, у місті мешкало 218 осіб у 95 домогосподарствах у складі 62 родин. Було 157 помешкань
Расовий склад населення:
| - 96,8 % — білих - 1,4 % — корінних американців - 0,5 % — азіатів |

До двох чи більше рас належало 1,4 %. Частка іспаномовних становила 3,7 % від усіх жителів.
За віковим діапазоном населення розподілялося таким чином: 19,7 % — особи молодші 18 років, 66,5 % — особи у віці 18—64 років, 13,8 % — особи у віці 65 років та старші. Медіана віку мешканця становила 45,6 року. На 100 осіб жіночої статі у місті припадало 98,2 чоловіків;  на 100 жінок у віці від 18 років та старших — 98,9 чоловіків також старших 18 років.
Середній дохід на одне домашнє господарство  становив 50 734 долари США (медіана — 30 833), а середній дохід на одну сім'ю — 63 132 долари (медіана — 50 417). За межею бідності перебувало 11,7 % осіб, у тому числі 0,0 % дітей у віці до 18 років та 25,0 % осіб у віці 65 років та старших.
Цивільне працевлаштоване населення становило 73 особи. Основні галузі зайнятості: виробництво — 21,9 %, освіта, охорона здоров'я та соціальна допомога — 21,9 %, роздрібна торгівля — 15,1 %, сільське господарство, лісництво, риболовля — 12,3 %.